# J0651
J0651，全稱SDSS J065133.338+284423.37，是一個由雙白矮星組成的聯星系統。該系統中兩顆白矮星距離12萬公里，並以週期13分鐘環繞兩者質心。這個系統每6分鐘就會產生一次星食，因此可能可以獲得足夠的資料後以極高精確度預測之後發生的星食。而星食實際發生時間和預測時間的差異可以作為目前仍是理論預測中的重力波觀測。